# Rafael Bolívar Coronado
Rafael Bolívar Coronado, (Villa de Cura, 6 de junio de 1884-Barcelona, 31 de enero de 1924) fue un periodista y escritor venezolano. Además de ser el autor del guion de la zarzuela Alma Llanera, es conocido por haber creado más de 600 seudónimos, heterónimos y autores falsos, entre los que se encuentran fray Nemesio de la Concepción Zapata, Maestre Juan de Ocampo, F. Salcedo Ordóñez, Diego Albéniz de la Cerrada y Mateo Montalvo de Jarama.

## Biografía

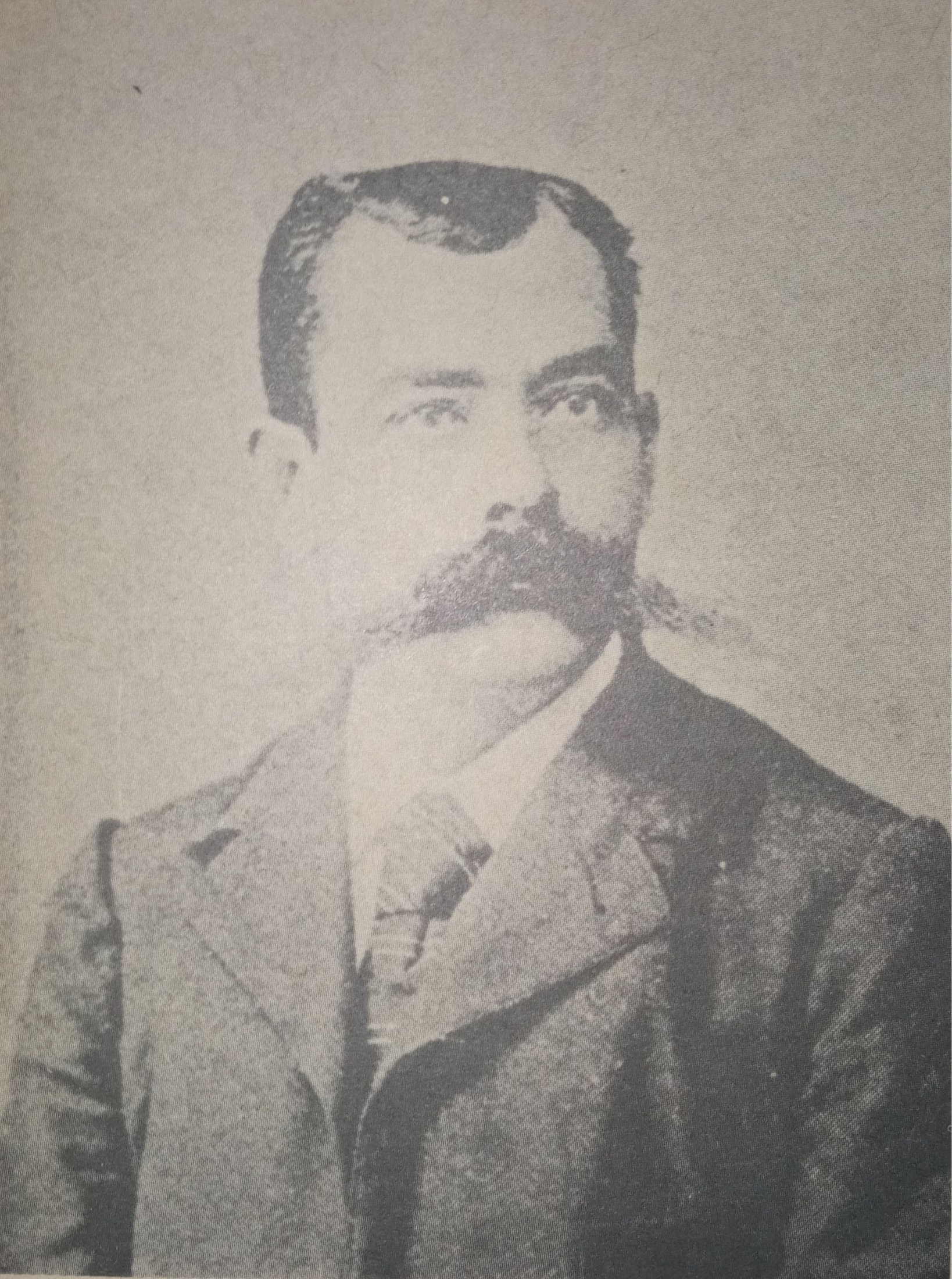
Rafael Eduvigis Bolívar, padre de Rafael Bolívar Coronado.

### Primeros años
Fue hijo del escritor  costumbrista venezolano Rafael  Bolívar Álvarez (1860-1900). Estudió la educación primaria en Caracas, pero la terminó en su tierra natal. Se inició en el periodismo en 1912, al colaborar con las publicaciones El Cojo Ilustrado, El Nuevo Diario y El Universal, entre otros periódicos.

### Alma Llanera

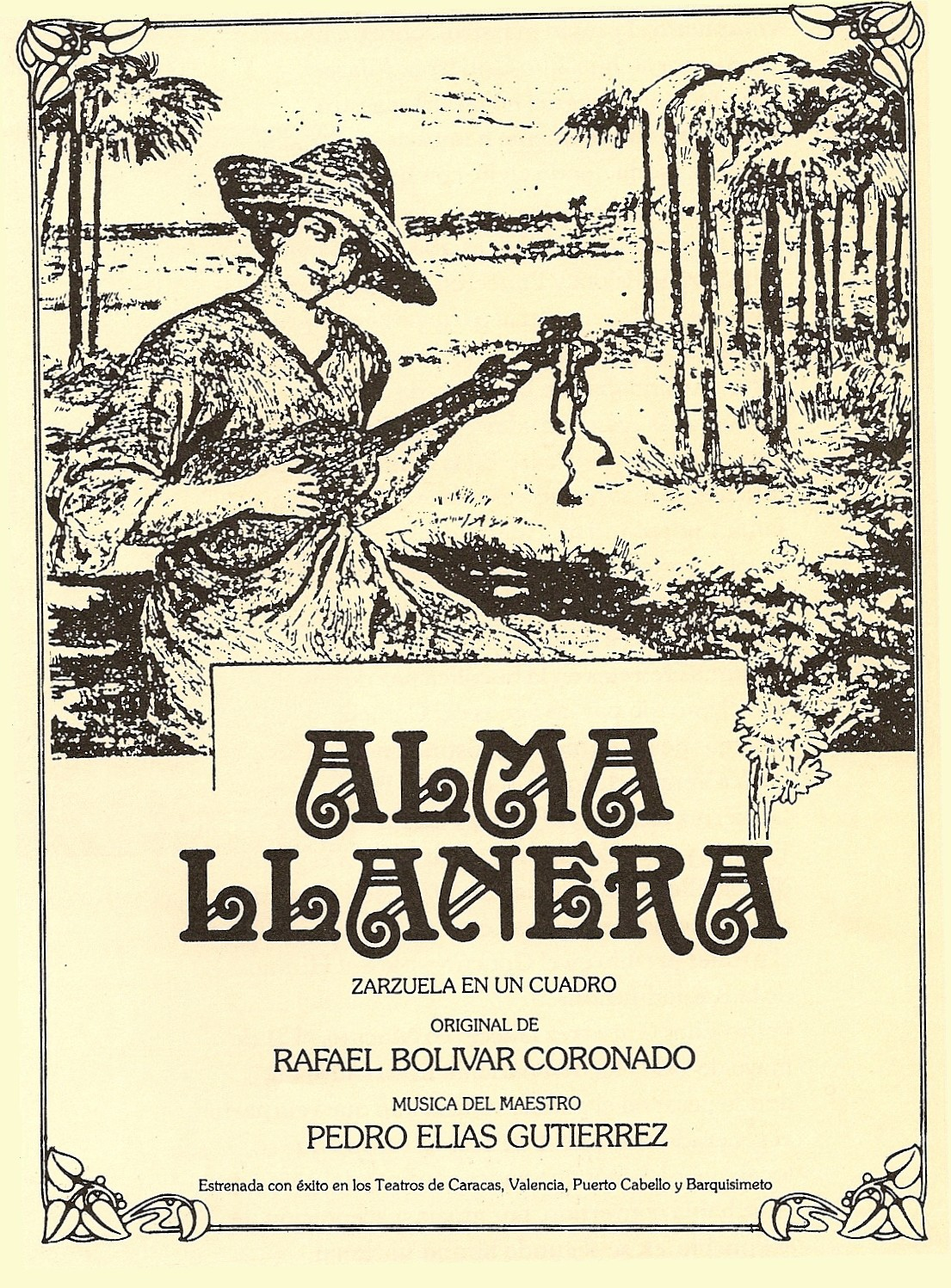
Portada de la primera edición del libreto de Alma Llanera, que escribió Rafael Bolívar Coronado.

Junto con el músico y compositor Pedro Elías Gutiérrez, compuso la zarzuela Alma Llanera, estrenada en Caracas el 19 de septiembre de 1914. En uno de los elementos de la pieza figura un joropo del mismo nombre, que pronto tuvo éxito en la capital convirtiéndose en una pieza de amplia difusión nacional e internacional. El Alma Llanera es hoy considerada como el segundo himno de Venezuela. Sin embargo, el escritor consideraría años después haría un juicio negativo de su obra, afirmando que «de todos mis adefesios es la letra del Alma Llanera del que más me arrepiento».
Bolívar Coronado jamás percibió, en los años posteriores, dinero alguno por la letra de la composición, ya que Pedro Elías Gutiérrez se atribuyó la autoría, aunque varios años después sus familiares cobrarían tales derechos. Posteriormente, gana los Juegos Florales de Venezuela con su cuento «El nido de azulejos».

### Madrid (1916-1919): bolchevique y falsario de las Indias
A raíz del éxito de Alma Llanera, el entonces mandatario Juan Vicente Gómez lo premió con una beca a España, donde se convirtió en activo antigomecista. Apenas llegó a España se declaró «anarquista, bolchevique y racista» y empezó a construir una literatura que combinaba un odio visceral en contra de Gómez, «horror a los negros» y admiración por Lenin.
Sin dinero ni trabajo, Bolívar convenció al poeta Francisco Villaespesa para trabajar como corrector en la revista Cervantes, dirigida por este último. Fue despedido poco después tanto por los errores ortográficos en su trabajo, como por pasar algunos escritos propios como si fuesen de insignes escritores latinoamericanos.
En 1916, luego del éxito de su zarzuela, se trasladó a Madrid. Allí escribió artículos literarios y anti gomecistas para distintos periódicos, y trabajó de copiador de manuscritos en la Biblioteca Nacional de Madrid para la «Editorial América», propiedad del escritor venezolano Rufino Blanco Fombona.
Sin embargo, Bolívar Coronado nunca asistió a la biblioteca, limitándose a inventar siete crónicas de Indias firmadas como fray Nemesio de la Concepción Zapata, maestre Juan de Ocampo, F. Salcedo Ordóñez, Diego Albéniz de la Cerrada y Mateo Montalvo de Jarama. Estas falsificaciones fueron descubiertas por el escritor e historiador venezolano Vicente Lecuna debido a la presencia de estructuras de redacción y vocablos, inexistentes en la época en que presuntamente se escribieron.
Lecuna avisó a Blanco Fombona, quien, tras cotejar los libros contra los de la biblioteca en Madrid, confirmó que no eran iguales. En la editorial también consiguió obras falsas como El llanero (Estudio de sociología venezolana) de Daniel Mendoza, Letras españolas, primera mitad del siglo XIX de Rafael María Baralt y Obras científicas de Agustín Codazzi, entre muchas otras, incluyendo trabajos supuestos del mismo Blanco Fombona, sor Juana Inés de la Cruz, Andrés Eloy Blanco, Andrés Bello, Juan Antonio Pérez Bonalde, Juan Vicente Gómez, Pío Gil, José Antonio Calcaño y Arturo Uslar Pietri, entre otros. En total, Coronado utilizó alrededor de 600 nombres, entre falsos y verdaderos, para firmar sus escritos, que incluyeron además antologías de poetas que nunca existieron. 
Las falsificaciones de Bolívar fueron reveladas en Venezuela en un aviso anónimo publicado en la edición venezolana de la revista «Billiken» en su edición del 6 de diciembre de 1919. El aviso denunció la edición de un libro con un prólogo de Luis Felipe Blanco Meaño (hermano de Andrés Eloy Blanco) que este nunca escribió. En sus escritos más personales, Bolívar Coronado justificó sus acciones como asunto de necesidad. 
Además de escribir siete falsas crónicas de Indias entre 1918 y 1919, tuvo tiempo de escribir la primera biografía de Lenin en lengua española, bajo el seudónimo R. Bolívar y Jesús de Castilla, titulada Las grandes figuras del bolcheviquismo. El sindicalismo en acción. Lénine (1919). 
Durante esta época y hasta el final de sus días, el embajador de Venezuela en España, Alberto Urbaneja, lo perseguiría por sus arículos incendiarios en El Diluvio, La Vanguardia, entre otros periódicos, en contra de la dictadura de Juan Vicente Gómez. Urbaneja lo acusaría ante la policía de bolchevique y anarquista. Bolívar Coronado se mofaría de él utilizando seudónimos basados en su nombre como Urban Cabroneja y Alberto Mierdaneja para continuar sus críticas al gomecismo.

### Barcelona (1919-1924): enciclopedista y antologador de poetas inexistentes
Descubierto su engaño, Bolívar Coronado se ganó la enemistad de Rufino Blanco Fombona, conocido por haber matado en duelo a doce personas. Blanco Fombona lo persiguió por toda Europa, con la finalidad de asesinarlo, sin éxito. Para vengarse, Bolívar Coronado empezó a firmar sus textos en distintos periódicos como Rufino Negro Assesín, Fomborino Blanco Rufián, Rabino Fombo Blancona o Rufino Mata Blanconi.
En su fuga, obtuvo empleo como corresponsal de guerra en África. Nunca realizó el viaje, pero escribió crónicas con las informaciones que lograba recoger en el puerto. Con su reputación afectada por sus engaños, Bolívar nunca volvió a Venezuela y vivió el resto de sus días marginado y en la pobreza.
Siguió su actividad como falsificador, componiendo las antologías Parnaso boliviano, Parnaso ecuatoriano, Parnaso costarricense y Almanaque ilustrado hispanoamericano.Al mismo tiempo, escribía artículos en distintas revistas literarias reseñando positivamente sus propios libros.
Según su pareja, María Noguera, entre 1919 y 1924 Bolívar Coronado habría también colaborado en al menos 300 artículos de la Enciclopedia Espasa.Entre los artículos que se han podido detectar se encuentran la biografía de su padre (cuyas credenciales para entrar en la enciclopedia son dudosas), o un hiperbólico artículo sobre Rufino Blanco Fombona.

### Muerte
Finalmente, sin mayores recursos económicos, murió en Barcelona, como consecuencia de una epidemia de gripe, el 31 de enero de 1924.
La actriz y dramaturgo Lupe Gehrenbeck escribió una obra sobre su vida, bajo el título de Bolívar Coronado (2014).

## Obra

### Ortónima
- Alma Llanera (1914)
- Memorias de un semibárbaro (1919)

### Seudónima
- Como R. Bolívar y Jesús de Castilla: Las grandes figuras del bolcheviquismo. El sindicalismo en acción. Lénine (1919)
- Como F. Santos Pérez: Sucesos extraordinarios. Cuentos para niños (s.f.)

### Antologías de autores inexistentes
- Almanaque ilustrado hispanoamericano (1919)
- Como Luis Felipe Blanco Meaño e inventando unos 60 autores distintos: Parnaso boliviano (1919)
- Bajo firma ortónima, pero inventando la casi totalidad de los autores antologados: Parnaso costarricense (1921)
- Bajo firma ortónima, pero inventando la casi totalidad de los autores antologados: Antología de poetas americanos (s.f.)

### Falsas crónicas de Indias
- Como maestre Juan de Ocampo:
  - La Gran Florida (Descubrimiento) (1918)
  - Los caciques heroicos: Paramaiboa, Guaicaipuro, Yaracuy (1918)
  - Nueva Umbría: Conquista y colonización de este reino (1919)
- Como Diego Albéniz de la Cerrada: Los desiertos de Achaguas. Llanos de Venezuela (1918)
- Como F. Salcedo y Ordóñez: Los chiapas (Ríos de La Plata y Paraguay) (1918)
- Como fray Nemesio de la Concepción Zapata: Los caciques heroicos: Nicaroguán (1918)
- Como Mateo Montalvo de Jarama: Misiones de Rosa Blanca y San Juan de las Galdonas en 1636 (1919)

### Haciéndose pasar por autores existentes
- Obras científicas, de Agustín Codazzi (s.f.)
- Letras españolas, primera mitad del siglo XIX  de Rafael María Baralt (s.f.)
- El llanero (Estudio de sociología venezolana), de Daniel Mendoza (1919)
- Parnaso ecuatoriano, haciéndose pasar por el editor José Brissa e inventando la casi totalidad de los autores antologados (s.f.)